# Hisanori Takahashi
Hisanori Takahashi (髙橋 尚成, Takahashi Hisanori, né le 2 avril 1975 à Tokyo, Japon) est un ancien lanceur gaucher de baseball. 
Il joue, surtout comme lanceur partant, dans la Ligue centrale du Japon pour les Yomiuri Giants de 2000 à 2009, puis pour les BayStars de Yokohama en 2014 et 2015. Il évolue aussi dans la Ligue majeure de baseball comme lanceur de relève des Mets de New York, des Angels de Los Angeles, des Pirates de Pittsburgh et des Cubs de Chicago de 2010 à 2013.

## Carrière

### Japon

#### Yomiuri Giants
Hisanori Takahashi lance pour les Yomiuri Giants de la Ligue centrale japonaise de 2000 à 2009. À sa dernière saison, il aide son équipe à remporter les Japan Series.
En 245 matchs, dont 202 comme lanceur partant, et 1 289 manches lancées en 9 saisons chez les Giants, Takahashi maintient une moyenne de points mérités de 3,70 avec 79 victoires, 66 défaites, 21 matchs complets dont 8 blanchissages et 15 sauvetages en relève, ainsi que 1 032 retraits sur des prises.

### Amérique du Nord

#### Mets de New York
Hisanori Takahashi signe en février 2010 un contrat des ligues mineures avec les Mets de New York de la Ligue nationale de baseball. Il fait ses débuts dans les Ligues majeures de baseball à l'âge de 35 ans le 7 avril 2010, face aux Marlins de la Floride. Il accorde un point sur deux coups sûrs en un seul tiers de manche lancé en relève et écope de la défaite. Il lance 53 parties pour les Mets dans cette première saison, dont 12 comme lanceur partant. Il remporte 10 victoires contre 6 défaites et affiche une moyenne de points mérités de 3,61 en 122 manches au monticule. Il enregistre 114 retraits sur des prises et réussit, en relève, huit sauvetages.

#### Angels de Los Angeles

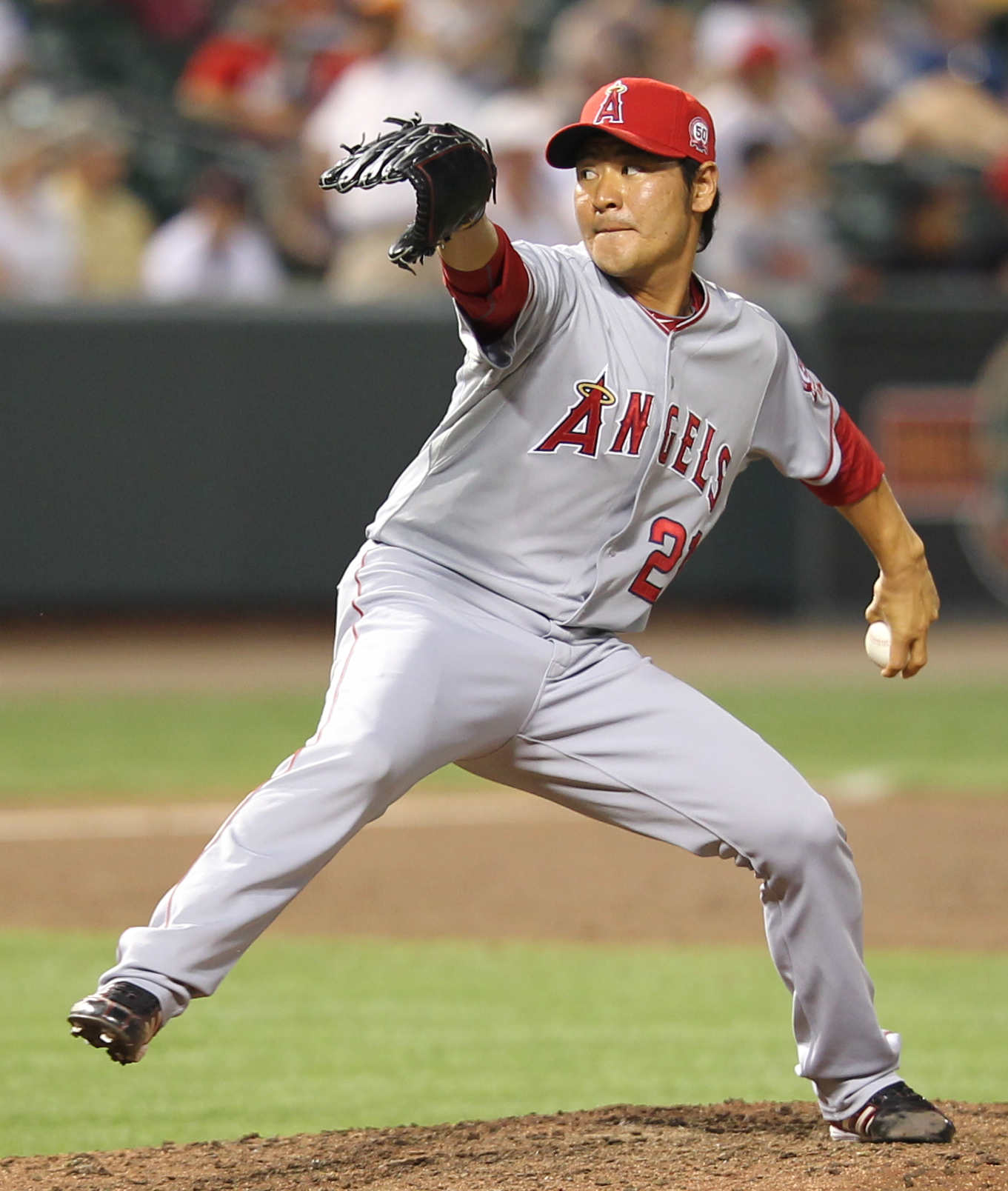
Hisanori Takahashi en 2011 avec les Angels de Los Angeles d'Anaheim.

Devenu agent libre après la saison 2010, il signe une entente de 5,5 millions de dollars US pour deux ans avec les Angels de Los Angeles d'Anaheim. Il est envoyé 61 fois au monticule, pour 68 manches de travail, en 2011 et remporte quatre victoires contre trois défaites, avec deux sauvetages et une moyenne de points mérités de 3,44 pour les Angels.
Il effectue 42 présences en relève pour les Angels en 2012 mais sa moyenne est élevée à 4,93 en 42 manches lancées, et il perd ses trois décisions.

### Pirates de Pittsburgh
Le 24 août 2012, Takahashi est réclamé au ballottage par les Pirates de Pittsburgh. Il dispute neuf parties pour les Pirates et complète 2012 avec une fiche de 0-3, une moyenne de 4,93 et 41 retraits sur des prises en 42 manches pour les Angels et Pittsburgh.

### Cubs de Chicago
Il rejoint les Cubs de Chicago sur un contrat des ligues mineures en décembre 2012. Il n'apparaît que dans 3 parties des Cubs en 2013, pour compléter sa carrière américaine. 

### Statistiques dans les Ligues majeures de baseball
En 168 matchs joués, dont 156 comme lanceur de relève, en 4 saisons dans les Ligues majeures, il affiche une moyenne de points mérités de 3,99 en 243 manches et un tiers lancées, avec 14 victoires, 12 défaites, 10 sauvetages et 221 retraits sur des prises.

### Dernières saisons au Japon

#### Yokohama DeNA BayStars
Takahashi retourne dans son pays natal pour disputer ses deux dernières saisons, où il joue pour les Yokohama DeNA BayStars de la Ligue centrale en 2014 et 2015. Il conclut sa carrière au Japon avec une moyenne de points mérités de 3,79 en 1 348 manches et un tiers lancées au total. 

#### Statistiques au Japon
En 261 matchs joués, dont 214 comme lanceur partant, lors de 12 saisons, il a remporté 79 victoires contre 73 défaites, en plus de 21 matchs complets, 8 blanchissages et 15 sauvetages en relève, et enregistré 1 069 retraits sur des prises.